# Bryan Hamm
Bryan Hamm (Kanada, Ontario, Hamilton, 1984. január 1. –) jégkorongozó.

## Karrier
Komolyabb junior karriejét az OHL-es Peterborough Petesben kezdte ahol két idényt játszott 2001–2003 között de a 2002–2003-as szezon közben átkerült a szintén OHL-es Erie Ottersbe. Ebben a csapatban 2004–2005-ig játszott. Közben a 2002-es NHL-drafton a Dallas Stars kiválasztotta a hetedik kör 210. helyén. 2004–2005-ös szezont az OPJHL-es Oakville Blades folytatta majd egy év szünet után a Brantford Blastba került mely OHASr-es csapat. A szezon végén visszavonult.